# Neoscona dyali
Neoscona dyali är en spindelart som beskrevs av Gajbe 2004. Neoscona dyali ingår i släktet Neoscona och familjen hjulspindlar. Inga underarter finns listade i Catalogue of Life.